# Арсеньев, Афанасий Петрович
Афанасий Петрович Арсеньев (? — 1744) — армии бригадир, вице-президент Малороссийской коллегии, член Генерального войскового суда, главный судья Сибирского приказа, алексинский и каширский помещик.

## Биография
Третий из семи — на момент подачи родословной росписи Арсеньевых в Палату родословных дел в 1686—1688 гг. — сыновей дворянина московского Петра Яковлевича Арсеньева (? — 1708). Участник подавления Булавинского восстания, кампаний Северной войны.
Согласно родословной росписи дворян Арсеньевых, служил в московских жильцах с 1697 года. Вместе с младшим братом — прапорщиком Яковом, поручиком отряда полковника князя Ю. В. Долгорукова, по указу царя Петра I от 6 июля 1707 года, осенью 1707 года участвовал в сыске беглых в донских городках Азовской губернии на реках Дон и Северском Донце. 9 октября 1707 года случайно спасся от расправы отряда казаков во главе с К. А. Булавиным над князем Ю. В. Долгоруковым в Шульгинском городке на р. Айдаре, вместе с братом находился в Старо-Айдарском городке. После убийства кн. Ю. В. Долгорукова участвовал в сборе в Старо-Айдарском городке казацких и калмыцких отрядов, верных царю, преследовавших булавинцев.
В 1712—1713 годах служил в Москве дворянином (жильцом) Приказа артиллерии и поручиком Артиллерийского полка ген.-майора И. Я. Гинтера. За самовольное оставление службы, отъезд в своё поместье и неявку в 1712 году к походной артиллерии Гинтера в Киев, в корпус ген.-фельдмаршала графа Б. П. Шереметева, приговором Правительствующего Сената от 1 апреля 1713 года, велено его, вместе с другими царедворцами в отлучке, сыскать и выслать в Киев к походной артиллерии Гинтера, а по случаю неявки его к службе, поместья и вотчины отписать на государя. В 1713—1714 годах — комиссар Походной артиллерийской канцелярии ген.-майора И. Я. Гинтера. С марта 1714 по август 1716 года — комиссар С.-Петербургской артиллерийской канцелярии ген.-фельдцейхмейстера Я. В. Брюса. С.-Петербургский обер-кригс-комиссар с 1722 по 27 мая 1726 года. Был хорошо знаком с петербургским ген.-губернатором светлейшим князем А. Д. Меншиковым, в доме которого бывал неоднократно.
С 3 июня 1726 по 22 июня 1731 года — вице-президент Малороссийской коллегии. С 11 июля 1726 года из обер-кригс-комиссаров ранга армии майора произведён в ранг армии бригадира, по должности вице-президента Малороссийской коллегии. С 13 июля 1726 года назначено ему жалование по действительному его военному чину (840 руб. жалованья и 248 руб. на рацион и денщиков, итого 1088 руб.). С 12 мая 1727 года — и. д. президента Малороссийской коллегии, член Генерального войскового суда. С 22 июня 1731 года отставлен от должности вице-президента Малороссийской коллегии и вызван из Глухова в Москву. Преемник в Генеральном войсковом суде назначен только с 11 сентября 1734 года.
С 14 декабря 1731 года назначен сибирским (иркутским) вице-губернатором. Однако, по причине его «старости, дряхлости и болезни», с 14 февраля 1732 года назначение вице-губернатором отменено. Преемник назначен с 30 марта 1732 года.
С декабря 1735 по март 1740 года — Главный судья Сибирского приказа, служил в Москве.
С 27 июля 1740 года командирован в малороссийский г. Бахмут, для производства следствия о недосланных компанейцами денег за содержание Бахмутских и Торских соляных заводов.
Помещик деревни Апочня и пустоши Болымовой Извольского стана Алексинского уезда. В 1742 году продал две четверти пустоши Болымовой, со всеми угодьями, дальнему родственнику — флота унтер-офицеру Михаилу Ивановичу Арсеньеву, ученому подмастерью геодезического класса Московской математической и навигацкой школы.

## Семья
Был женат дважды. Вторым браком, около 1732 года, был женат на вдове майора Константина Федоровича Грекова, помещика деревни (сельца) Топканово при речке Смедве и деревни (сельца) Барсуки при речке Вошане, Каширского уезда, урождённой Ирине Ивановне Одоевцевой, родной сестре новосильского воеводы Михаила Ивановича Одоевцева. Потомство не известно.